# Agostino Gerli

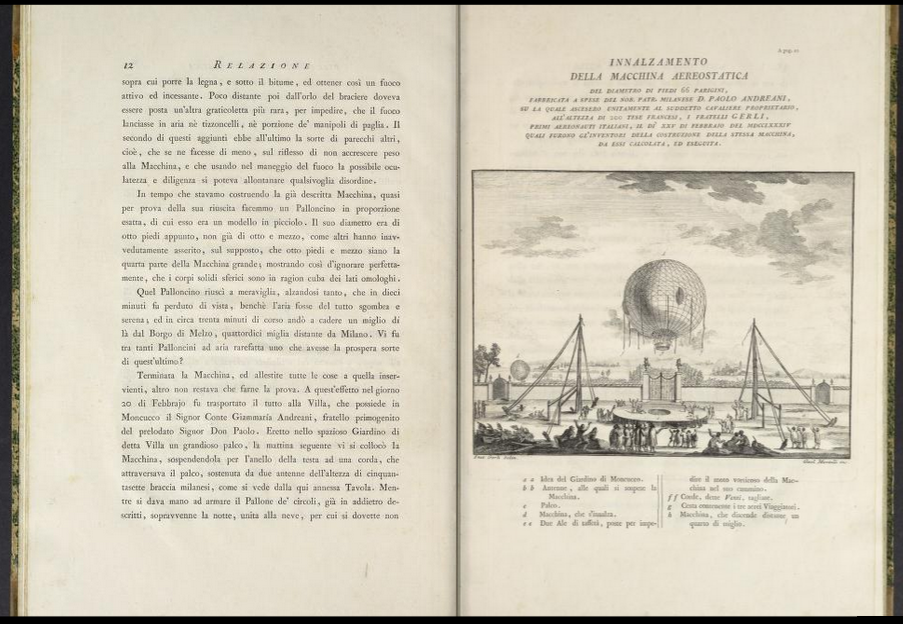
"Opuscoli" - Agostino Gerli. 1785

Agostino Gerli (Milano, 1744 – Milano, 3 giugno 1821) è stato un architetto, decoratore e inventore italiano.

## Biografia
Figlio di Paolo e di Anna Tagliabue, all'età di 15 anni andò a Bologna per studiare alla scuola di Ercole Lelli, architetto e direttore della locale Accademia di belle arti. Nel 1764 si trasferì a Parigi, dove fu allievo dell'ebanista e decoratore Honoré Guibert, che lavorava in quegli anni per l'architetto Ange-Jacques Gabriel. Rimase in Francia cinque anni, eseguendo numerosi lavori di decorazione, tra cui quelli del Petit Trianon, progettato dal Gabriel, nel parco della Reggia di Versailles, 
Rientrato a Milano nel 1769, fu tra i primi ad introdurvi lo stile neoclassico, appreso a Parigi. Tra il 1776 e il 1780 eseguì numerosi lavori per la nobiltà milanese, tra cui, assieme a Giocondo Albertolli, la decorazione a stucco dei saloni di Palazzo Sormani. Nel 1775 propose un progetto di completamento della chiesa parrocchiale di Seregno, la cui costruzione era ferma da tempo, ma gli fu preferito il progetto di  Giulio Galliori.
Nel 1777 sua sorella Angela sposò lo scultore e pittore parmense Gaetano Callani. I due cognati diventarono amici e dal 1782 viaggiarono insieme a Roma, Pompei ed Ercolano per studiare le antiche tecniche di decorazione, in particolare l'encausto. Applicò questa tecnica per la decorazione di un salone di villa Cusani a Desio.     

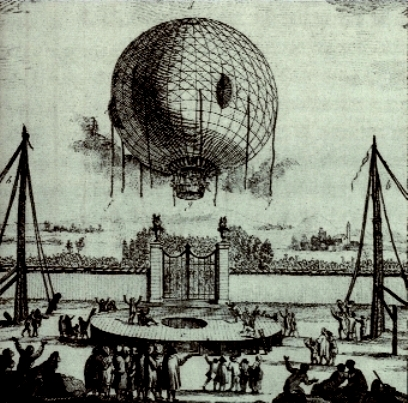
Il volo dei fratelli Gerli e del conte Paolo Andreani, 25 febbraio 1784.

Personalità eclettica, Agostino Gerli si dedicò alle più svariate attività. Assieme ai fratelli Giuseppe e Carlo costruì un aerostato sul modello di quello ideato nel 1783 in Francia dai fratelli Montgolfier.
Il 19 gennaio 1784, a Milano, nei pressi di porta Venezia (allor porta Orientale), i fratelli Gerli fecero volare un pallone aerostatico di circa due metri di diametro, che raggiunse un'altezza doppia della più alta guglia del Duomo. Su commissione del conte Paolo Andreani, che aveva assistito all'impresa, i fratelli Gerli costruirono una mongolfiera di forma sferica, in tela foderata di carta, di 23 metri di diametro, adatta a portare uomini a bordo. Il 25 febbraio 1784, alla presenza di un migliaio di spettatori, il pallone si innalzò dai giardini di  villa Andreani, nei pressi di Brugherio, con a bordo Paolo Andreani e i fratelli Agostino e Carlo Gerli (Giuseppe rimase a terra). Il pallone, del peso di ca. 1000 chili più i tre occupanti e il combustibile (legno di betulla e una mistura di alcool, trementina e altri ingredienti) atterrò senza danni a un quarto di miglio dalla partenza, in direzione di Monza. Il volo durò 25 minuti, raggiungendo un'altezza di circa 350 metri.
Nel 1785 i fratelli Gerli costruirono una macchina ispirata a disegni di Leonardo da Vinci, una specie di scafandro subacqueo, denominata "ermamfibio", con la quale si poteva attraversare un fiume camminando sul fondo. Il collaudo avvenne nel laghetto della villa Reale di Monza, in presenza dell'arciduca Ferdinando d'Austria. In seguito i fratelli Gerli attraversarono con questa attrezzatura il Po tra Pavia e Piacenza, e il Danubio a Vienna. Nello stesso anno Agostino Gerli pubblicò a Milano "L'Ermamfibio, ossia l'uomo passeggiatore terrestre e acquatico". 
Tra il 1786 e il 1787 soggiornò a Vienna, dove eseguì lavori di decorazione ed elaborò una bozza di piano regolatore per la capitale asburgica, pubblicata con il titolo Lettera al signor Callani concernente vari progetti sopra la città di Vienna (Vienna 1787).
Rientrato a Milano, propose numerosi interventi urbanistici, tra cui la pavimentazione delle strade delle zone di porta Romana e porta Lodovica, in gran parte eseguita tra il 1788 e il 1790. Tornando alla sua attività di decoratore, realizzò i frontoni e nastri in bronzo che ornavano l'obelisco della strada Marina, progettato da Giuseppe Piermarini. Sempre nel 1790, insieme con i fratelli, pubblicò un libro con i loro studi sulla costruzione delle mongolfiere: "Maniera di migliorare i palloni aerei ..." (Roma, 1790). Nel 1820 diede alle stampe la sua ultima opera "Elementi di nuova modifica dell'ordine dorico", che dedicò all'amico Giuseppe Levati, professore di prospettiva all'Accademia di belle arti di Brera.       
Collaborò con l'intarsiatore ed ebanista Giuseppe Maggiolini, fornendogli una serie di disegni per la decorazione dei suoi celebri mobili.    

## Opere
- Opuscoli, Parma, Stamperia Reale, 1785.